# Фаби, Тео
Теодо́рико Фа́би (итал. Teodorico Fabi), более известный как Те́о Фа́би (итал. Teo Fabi, 9 марта 1955, Милан) — итальянский автогонщик, пилот Формулы-1 и Инди-500.

## Карьера
Тео дебютировал в гонках серии Формула-1 23 января, 1982. Однако в Формуле-1 не блистал, лишь дважды поднявшись на подиум и завоевав 23 очка за шесть сезонов. Несмотря на три завоёванных поул-позиции, не лидировал ни одного круга.
Младший брат Тео — Коррадо Фаби, также был автогонщиком. Коррадо вместе с братом в 1984 году выступали за команду Брэбем.

## Результаты гонок Формулы-1
| Легенда к таблице |                                                                    |
| --- | ------------------------------------------------------------------ |
| В таблице перечислены результаты всех Гран-при Формулы-1, в которых принимал участие гонщик. Строками таблицы являются сезоны, столбцами — этапы чемпионата мира. В каждой клетке указаны сокращённое название этапа и результат, дополнительно обозначенный цветом. Расшифровка обозначений и цветов представлена в нижеследующей таблице. |                                                                    |
| \| Пример \| Описание \| \| ------------ \| ------------------------------------------------------------------ \| \| 1 \| Победитель \| \| 2 \| Второе место \| \| 3 \| Третье место \| \| 5 \| Финишировал, заработав очки \| \| Сход \| Не финишировал, но при этом заработал очки \| \| 12 \| Финишировал, не получив очков \| \| НКЛ \| Финишировал, но не попал в финальную классификацию \| \| 15 \| Участвовал вне зачёта, либо по отдельной классификации \| \| 18 \| Не финишировал, но попал в финальную классификацию \| \| Сход \| Не финишировал \| \| НКВ \| Не прошёл квалификацию \| \| НПКВ \| Не прошёл предквалификацию \| \| ДСК \| Дисквалифицирован \| \| ИСК \| Исключён из протокола соревнований \| \| ТТ \| Заявлен для участия только в тренировках \| \| НС \| Участвовал в квалификации, но не стартовал в гонке \| \| Т \| Травмирован или болен \| \| ОТК \| Отказ от участия \| \| НТР \| Прибыл на соревнования, но на трассу не выезжал \| \| НПР \| Был заявлен в числе участников, но не прибыл к началу соревнований \| \| О \| Соревнования отменены \| \| \| Не участвовал \| \| Поул-позиция \| \| \| Быстрый круг \| \| |                                                                    |
| Пример | Описание                                                           |
| 1 | Победитель                                                         |
| 2 | Второе место                                                       |
| 3 | Третье место                                                       |
| 5 | Финишировал, заработав очки                                        |
| Сход | Не финишировал, но при этом заработал очки                         |
| 12 | Финишировал, не получив очков                                      |
| НКЛ | Финишировал, но не попал в финальную классификацию                 |
| 15 | Участвовал вне зачёта, либо по отдельной классификации             |
| 18 | Не финишировал, но попал в финальную классификацию                 |
| Сход | Не финишировал                                                     |
| НКВ | Не прошёл квалификацию                                             |
| НПКВ | Не прошёл предквалификацию                                         |
| ДСК | Дисквалифицирован                                                  |
| ИСК | Исключён из протокола соревнований                                 |
| ТТ | Заявлен для участия только в тренировках                           |
| НС | Участвовал в квалификации, но не стартовал в гонке                 |
| Т | Травмирован или болен                                              |
| ОТК | Отказ от участия                                                   |
| НТР | Прибыл на соревнования, но на трассу не выезжал                    |
| НПР | Был заявлен в числе участников, но не прибыл к началу соревнований |
| О | Соревнования отменены                                              |
| | Не участвовал                                                      |
| Поул-позиция |                                                                    |
| Быстрый круг |                                                                    |

| Год  | Команда  | 1        | 2        | 3        | 4        | 5        | 6        | 7        | 8        | 9        | 10       | 11       | 12       | 13       | 14       | 15       | 16       | Команды  | Место | Очки |
| ---- | -------- | -------- | -------- | -------- | -------- | -------- | -------- | -------- | -------- | -------- | -------- | -------- | -------- | -------- | -------- | -------- | -------- | -------- | ----- | ---- |
| 1982 | Тоулман  | ЮАР НКВ  | БРА НКВ  | СШЗ НКВ  | САН НКЛ  | БЕЛ Сход | МОН НПКВ | ДЕТ      | КАН      | НИД НКВ  | ВЕЛ Сход | ФРА Сход | ГЕР НКВ  | АВТ Сход | ШВА Сход | ИТА Сход | СИЗ НКВ  | Тоулман  | -     | 0    |
| 1984 | Брэбем   | БРА Сход | ЮАР Сход | БЕЛ Сход | САН Сход | ФРА 9    | МОН      | КАН      | ДЕТ 3    | ДАЛ      | ВЕЛ Сход | ГЕР Сход | АВТ 4    | НИД 5    | ИТА Сход | ЕВР Сход | ПОР      | Брэбем   | 12-й  | 9    |
| 1985 | Тоулман  | БРА      | ПОР      | САН      | МОН Сход | КАН Сход | ДЕТ Сход | ФРА 14   | ВЕЛ Сход | ГЕР Сход | АВТ Сход | НИД Сход | ИТА 12   | БЕЛ Сход | ЕВР Сход | ЮАР Сход | АВС Сход | Тоулман  | -     | 0    |
| 1986 | Бенеттон | БРА 10   | ИСП 5    | САН Сход | МОН Сход | БЕЛ 7    | КАН Сход | ДЕТ Сход | ФРА Сход | ВЕЛ Сход | ГЕР Сход | ВЕН Сход | АВТ Сход | ИТА Сход | ПОР 8    | МЕК Сход | АВС 10   | Бенеттон | 15-й  | 2    |
| 1987 | Бенеттон | БРА Сход | САН Сход | БЕЛ Сход | МОН 8    | ДЕТ Сход | ФРА 5    | ВЕЛ 6    | ГЕР Сход | ВЕН Сход | АВТ 3    | ИТА 7    | ПОР 4    | ИСП Сход | МЕК 5    | ЯПО Сход | АВС Сход | Бенеттон | 9-й   | 12   |

### Результаты Индианаполиса-500
| Год  | Шасси   | Двигатель    | Старт | Финиш |
| ---- | ------- | ------------ | ----- | ----- |
| 1983 | Марч    | Косуорт      | 1-й   | 26-й  |
| 1984 | Марч    | Косуорт      | 14-й  | 24-й  |
| 1988 | Марч    | Порше        | 17-й  | 28-й  |
| 1989 | Марч    | Порше        | 13-й  | 30-й  |
| 1990 | Марч    | Порше        | 23-й  | 18-й  |
| 1993 | Лола    | Шевроле      | 17-й  | 9-й   |
| 1994 | Reynard | Ilmor        | 24-й  | 7-й   |
| 1995 | Reynard | Форд-Косуорт | 15-й  | 8-й   |